# Marco Marxer
Marco Marxer (Vaduz, 2 giugno 1999) è un calciatore liechtensteinese, attaccante del Balzers e della nazionale liechtensteinese.

## Carriera

### Club
Cresciuto calcisticamente nelle giovanili dell'Eschen/Mauren, nel 2018 è stato promosso in prima squadra. Da gennaio 2019 a dicembre 2020 ha giocato in prestito nella seconda squadra del Vaduz. Nel febbraio 2021 viene acquistato a titolo definitivo dal Chur, formazione della quinta divisione svizzera.

### Nazionale
Ha rappresentato le nazionali giovanili liechtensteinesi Under-17, Under-19 ed Under-21.
Il 10 giugno 2022 ha esordito con la nazionale maggiore liechtensteinese, giocando l'incontro perso per 2-1 contro Andorra, valido per la UEFA Nations League 2022-2023.

## Statistiche

### Presenze e reti nei club
Statistiche aggiornate al 15 giugno 2022.
| Stagione        | Squadra         | Campionato      | Campionato | Campionato | Coppe nazionali | Coppe nazionali | Coppe nazionali | Coppe continentali | Coppe continentali | Coppe continentali | Altre coppe | Altre coppe | Altre coppe | Totale | Totale |
| Stagione        | Squadra         | Comp            | Pres       | Reti       | Comp            | Pres            | Reti            | Comp               | Pres               | Reti               | Comp        | Pres        | Reti        | Pres   | Reti   |
| --------------- | --------------- | --------------- | ---------- | ---------- | --------------- | --------------- | --------------- | ------------------ | ------------------ | ------------------ | ----------- | ----------- | ----------- | ------ | ------ |
| feb.-giu. 2021  | Chur            | 2Li             | 1          | 0          |                 | -               | -               |                    | -                  | -                  |             | -           | -           | 1      | 0      |
| 2021-2022       | Chur            | 2Li             | 15         | 0          |                 | -               | -               |                    | -                  | -                  |             | -           | -           | 15     | 0      |
| Totale carriera | Totale carriera | Totale carriera | 16         | 0          |                 | -               | -               |                    | -                  | -                  |             | -           | -           | 16     | 0      |

### Cronologia presenze e reti in nazionale
| Cronologia completa delle presenze e delle reti in nazionale ― Liechtenstein | Cronologia completa delle presenze e delle reti in nazionale ― Liechtenstein | Cronologia completa delle presenze e delle reti in nazionale ― Liechtenstein | Cronologia completa delle presenze e delle reti in nazionale ― Liechtenstein | Cronologia completa delle presenze e delle reti in nazionale ― Liechtenstein | Cronologia completa delle presenze e delle reti in nazionale ― Liechtenstein | Cronologia completa delle presenze e delle reti in nazionale ― Liechtenstein | Cronologia completa delle presenze e delle reti in nazionale ― Liechtenstein |
| Data                                                                         | Città                                                                        | In casa                                                                      | Risultato                                                                    | Ospiti                                                                       | Competizione                                                                 | Reti                                                                         | Note                                                                         |
| ---------------------------------------------------------------------------- | ---------------------------------------------------------------------------- | ---------------------------------------------------------------------------- | ---------------------------------------------------------------------------- | ---------------------------------------------------------------------------- | ---------------------------------------------------------------------------- | ---------------------------------------------------------------------------- | ---------------------------------------------------------------------------- |
| 10-6-2022                                                                    | Andorra la Vella                                                             | Andorra                                                                      | 2 – 1                                                                        | Liechtenstein                                                                | UEFA Nations League 2022-2023 - 1º turno                                     | -                                                                            | 77’                                                                          |
| 14-6-2022                                                                    | Vaduz                                                                        | Liechtenstein                                                                | 0 – 2                                                                        | Lettonia                                                                     | UEFA Nations League 2022-2023 - 1º turno                                     | -                                                                            | 65’                                                                          |
| 7-6-2024                                                                     | Bucarest                                                                     | Romania                                                                      | 0 – 0                                                                        | Liechtenstein                                                                | Amichevole                                                                   | -                                                                            | 55’                                                                          |
| 8-9-2024                                                                     | Gibilterra                                                                   | Gibilterra                                                                   | 2 – 2                                                                        | Liechtenstein                                                                | UEFA Nations League 2024-2025 - 1º turno                                     | -                                                                            | 75’                                                                          |
| Totale                                                                       |                                                                              | Presenze                                                                     | 4                                                                            |                                                                              | Reti                                                                         | 0                                                                            |                                                                              |